# Rhus lanceolata
Rhus lanceolata är en sumakväxtart som först beskrevs av Samuel Frederick Gray, och fick sitt nu gällande namn av Britt.. Rhus lanceolata ingår i släktet sumaker, och familjen sumakväxter. Inga underarter finns listade i Catalogue of Life.